# Markocice
Markocice  (deutsch Markersdorf) ist ein Stadtteil von Bogatynia in Polen. Das Dorf schließt sich im Südosten an Bogatynia an und liegt beiderseits der Miedzianka (Erlichtbach) in einem sich bis zur tschechischen Grenze bei Heřmanice verengendem Tal.

## Geschichte
Die erste Erwähnung von Marquardtsdorf stammt aus dem Jahre 1396. Besitzer des Dorfes im Zittauer Weichbild waren die Berka von Dubá auf Rohnau.  Nach der Zerstörung der Burg Rohnau durch die Sechsstädte ging es in den Besitz der Biebersteiner und ist seit 1454 als Teil deren Herrschaft Seidenberg nachweislich. Ab 1696 wurden die Grafen von Einsiedel Besitzer von Markersdorf, das bei der Teilung der Herrschaft zu Reibersdorf kam.
Gepfarrt war Markersdorf, das nach der Reformation evangelisch wurde, nach Reichenau.  1825 wurde im Dorf ein Schulhaus gebaut, das sich bald als zu klein erwies und 1892 erfolgte die Einweihung eines größeren Schulgebäudes. 1899 wurde das Zollhaus an der Grenze nach Böhmen fertiggestellt.
Markersdorf gehörte zur Amtshauptmannschaft Zittau, der Gerichtssitz war in Reichenau.
Am 11. November 1884 erhielt Markersdorf mit der Inbetriebnahme der Schmalspurbahn Zittau–Markersdorf eine Eisenbahnverbindung.  Zwischen 1899 und 1900 wurde diese Schmalspurbahn bis ins böhmische Hermsdorf weitergeführt, wo die Fahrgäste in die Schmalspurbahn Friedland–Hermsdorf umsteigen und nach Friedland weiterreisen konnten. Die Bahn diente nicht nur dem Personen-, sondern auch dem Güterverkehr. Im Unterdorf siedelten sich Textilfabriken an. Dazu gehörten die Fabriken von Karl Bürger sowie die Mechanische Weberei Ernst Schwarzbach, der sein Unternehmen 1902 aus Reichenau nach Markersdorf verlegt hatte. Die Einwohnerzahl stieg von 986 (1871) auf 1132 (1910) an und war wieder rückläufig, so dass hier 1943 1032 Menschen lebten.
Nach dem Ende des Zweiten Weltkrieges wurde Markersdorf polnisch und der Betrieb der Schmalspurbahn in Markocice ganz eingestellt.
Der Ort besteht zu großen Teilen aus Oberlausitzer Umgebindehäusern. Das Vereinsleben bestimmt der Fußballverein LKS Pogoń Markocice.